# Санта-Лучия
Санта-Лучия (мальт. Santa Luċija) — небольшая деревня на Мальте с населением 3174 человека. Санта-Лучия является одним из самых современных поселений в стране, появившихся в XX веке. О её появлении впервые было заявлено в государственной мальтийской газете 7 июля 1961 года. Своё название деревня получила от часовни XVI века в честь св. Луции, которая располагается в непосредственной близости от неё. Местная приходская церковь посвящена св. Пию X. В деревне также находится знаменитый Китайский сад спокойствия, под которым в 1973 году было обнаружено древнее подземелье.